# FC Osaka
Der Football Club Osaka (jap. FC大阪), kurz FC Osaka, ist ein japanischer Fußballverein aus der Präfektur Osaka. Er spielt seit 2023 in der J3 League.

## Geschichte
Der Verein wurde 1996 gegründet. Nachdem die ersten zehn Jahre eher unauffällig verliefen, stieg er zur Saison 2007 in die oberste Präfekturliga auf, welche er sofort gewann. In den folgenden Jahren dominierte FC Osaka regelrecht die Liga und errang in den Jahren 2009, 2010 und 2011 weitere Meistertitel, wobei er 2011 sogar keinen einzigen Punkt abgeben musste. Durch die Meistertitel qualifizierte sich der Verein in jedem Jahr für das Präfekturliga-Finalturnier, im Jahr 2011 ging man auch hier als Sieger hervor, was den FC Osaka in der Folgesaison zu einer Teilnahme an der Division 2 der Kansai-Regionalliga berechtigte.
Weitere Titel sollten nicht lange auf sich warten lassen. Im Jahr 2012 gewann der Verein souverän die Meisterschaft in der Division 2, ein Jahr später folgte ebenso überzeugend der Titel in der Division 1. Der Aufstieg in die Japan Football League wurde jedoch nach dem Ausscheiden in der Vorrunde der nationalen Regionalligen-Finalrunde verpasst. In der darauffolgenden Saison 2014 errang der FC Osaka zwar „nur“ den zweiten Platz in der Meisterschaft; allerdings qualifizierte er sich aufgrund des Gewinns des japanischen Amateurpokals gegen die Ryūtsū Keizai Dragons erneut für die Regionalliga-Finalrunde, wo durch einen zweiten Platz in der Endrunde der Aufstieg in die JFL gelang.
Sofort nach dem Aufstieg konnte sich die Mannschaft dauerhaft im oberen Mittelfeld der Tabelle festsetzen, sie schloss in keiner der insgesamt acht JFL-Spielzeiten schlechter als Platz 8 ab. Als beste Platzierungen standen 2018 und 2022 je ein 2. Platz zu Buche; im Gegensatz zu 2018, wo noch die entsprechende Lizenz fehlte, reichte diese Platzierung 2022 zum Aufstieg in den Profifußball.
Neben seiner J3-League-Mannschaft unterhält der Verein eine Frauenmannschaft, eine Ü50-Herrenmannschaft sowie Fußballschulen für mehrere Altersstufen.

## Erfolge
- Japan Football League

2. Platz: 2018, 2022
- All Japan Senior Football Championship

Sieger: 2014
- Kansai Soccer League

Division 1: 1. Platz: 2013
Division 1: 2. Platz: 2014
Division 2: 1. Platz: 2012
- Osaka Prefectural League (Division 1)

1. Platz: 2009, 2010, 2011

## Stadion
Der Verein trägt seine Heimspiele seit dem Aufstieg in die J.League im Kintetsu-Hanazono-Rugbystadion aus. Zu JFL-Zeiten wurde vornehmlich das J-Green Sakai Main Field in Osaka in der Präfektur Osaka genutzt, welches ein Fassungsvermögen von 3.032 Zuschauern besitzt. Da die Anforderungen für die Teilnahme an der J3 League allerdings ein Heimstadion mit mindestens 5.000 Plätzen vorsehen, erfolgte der Umzug in das 30.000 Zuschauer fassende Rugbystadion.

## Spieler
Stand: Februar 2023
| Nr. |           | Position | Name             |
| --- | --------- | -------- | ---------------- |
| 1   | Japan     | TW       | Tatsunari Nagai  |
| 2   | Japan     | AB       | Kazuya Mima      |
| 3   | Japan     | AB       | Ryūsei Saitō     |
| 4   | Japan     | AB       | Tomoki Taniguchi |
| 5   | Japan     | AB       | Shūsuke Sakamoto |
| 6   | Japan     | AB       | Shunsuke Tachino |
| 7   | Japan     | MF       | Takahiro Kitsui  |
| 8   | Japan     | MF       | Keita Hidaka     |
| 9   | Japan     | ST       | Yūsuke Imamura   |
| 10  | Brasilien | ST       | Efrain Rintaro   |
| 11  | Japan     | MF       | Rikuto Kubo      |
| 13  | Japan     | AB       | Tomoyuki Iwamoto |
| 14  | Japan     | ST       | Naoki Tanaka     |
| 15  | Japan     | MF       | Kazuya Miyagi    |
| 16  | Japan     | MF       | Rui Tone         |
| 17  | Japan     | MF       | Ranjiro Machida  |
| 18  | Japan     | ST       | Kaito Utaka      |

| Nr. |           | Position | Name             |
| --- | --------- | -------- | ---------------- |
| 19  | Japan     | ST       | Shosei Kozuki    |
| 20  | Japan     | MF       | Masaya Shibuya   |
| 21  | Japan     | AB       | Hayato Sato      |
| 22  | Japan     | MF       | Takaya Yoshinare |
| 23  | Japan     | ST       | Talla Ndao       |
| 24  | Japan     | AB       | Takumi Sakai     |
| 25  | Japan     | MF       | Kento Nishiya    |
| 26  | Japan     | AB       | Takeru Itakura   |
| 27  | Japan     | MF       | Takumi Kiyomoto  |
| 28  | Japan     | ST       | Daigo Furukawa   |
| 29  | Japan     | TW       | Sunao Kasahara   |
| 30  | Japan     | TW       | Riki Sakuraba    |
| 31  | Japan     | TW       | Kazuki Hattori   |
| 32  | Japan     | ST       | Takumi Shimada   |
| 33  | Korea Sud | MF       | Woo Sang-ho      |
| 41  | Japan     | ST       | Taichi Takeda    |
| 50  | Japan     | AB       | Shinji Muraki    |

## Trainerchronik
Stand: August 2020
| Trainer          | Nation | von             | bis               |
| ---------------- | ------ | --------------- | ----------------- |
| Shigeru Morioka  | Japan  | 1. August 2008  | 31. Dezember 2015 |
| Haruo Wada       | Japan  | 1. Februar 2016 | 31. Januar 2020   |
| Shinya Tsukahara | Japan  | 1. Februar 2020 | heute             |
| Ryo Shigaki      | Japan  | 1. Februar 2023 | heute             |

## Saisonplatzierung
| Saison | Liga | Teams | Pos. | Zuschauer | J. League Cup      | Kaiserpokal |
| ------ | ---- | ----- | ---- | --------- | ------------------ | ----------- |
| 2008   | OPL1 | 16    | 3.   |           | -                  | -           |
| 2009   | OPL1 | 16    | 1.   |           | -                  | -           |
| 2010   | OPL1 | 16    | 1.   |           | -                  | -           |
| 2011   | OPL1 | 16    | 1. ▲ |           | -                  | -           |
| 2012   | KSL2 | 8     | 1. ▲ |           | -                  | -           |
| 2013   | KSL1 | 8     | 1.   |           | -                  | -           |
| 2014   | KSL1 | 8     | 2. ▲ |           | -                  | 1. Runde    |
| 2015   | JFL  | 16    | 8.   | 692       | -                  | 2. Runde    |
| 2016   | JFL  | 16    | 5.   | 986       | -                  | -           |
| 2017   | JFL  | 16    | 4.   | 597       | -                  | 2. Runde    |
| 2018   | JFL  | 16    | 2.   | 788       | -                  | 2. Runde    |
| 2019   | JFL  | 16    | 8.   | 1.098     | -                  | 2. Runde    |
| 2020   | JFL  | 16    | 8.   | 712       | -                  | -           |
| 2021   | JFL  | 17    | 7.   | 516       | -                  | 2. Runde    |
| 2022   | JFL  | 16    | 2. ▲ | 2.563     | -                  | -           |
| 2023   | J3   | 20    | 11.  | 2.708     | -                  | -           |
| 2024   | J3   | 20    | 6.   | 2.470     | 1. Runde (Runde 1) | -           |
| 2025   | J3   | 20    |      |           |                    |             |

JFL: Japan Football League (4. Ligaebene)
KSLx: Kansai Soccer League Division x (5./6. Ligaebene)
OPL1: Osaka Prefectural League Division 1 (7. Ligaebene)